# Complesso di Sant'Apollonia
Il complesso di Sant'Apollonia è un ex-complesso monastico del centro storico di Firenze, situato tra via San Gallo 25-27-29 (ex-chiesa, e cappella, adibite ad auditorium e sala conferenze), via XXVII Aprile (ingresso al Museo del Cenacolo di Sant'Apollonia) e via Santa Reparata (ingresso al chiostro dove ha sede la mensa studenti dell'Università di Firenze).
Dopo la soppressione definitiva del monastero nel 1866, è adibito ad uso civile.

## Storia
Il monastero delle camaldolesi di Sant'Apollonia fu fondato nel 1339 da Piero di Ser Mino, un abitante del popolo di San Simone, così com'è scritto nell'atto di fondazione presso l'Archivio di Stato di Firenze. Tra il 1440 ed il 1441 furono annessi al monastero anche l'abbazia di Santa Maria a Mantignano e l'ospedale di San Pietro a Porta Pinti. Nell'occasione la badessa Cecilia Donati chiese l'autorizzazione a papa Eugenio IV per eseguire lavori di ammodernamento e ingrandimento della struttura. Vennero allora ampliati il chiostro ed il cenacolo, un'ampia sala rettangolare con soffitto a cassettoni e una serie di finestre sulla parete destra, affrescato su un'intera parete da Andrea del Castagno nel 1447.
A causa della clausura delle monache, il cenacolo fu completamente ignorato dalle fonti antiche, infatti né Vasari, né Bocchi-Cinelli, né il Richa ne parlano nelle loro opere su Firenze.
Solo dopo la soppressione del 1808 se ne scoprirono i tesori. Nel 1824 fu ripristinato all'uso monastico e nel 1863 fu in gran parte utilizzato ad uso militare, con riduzione degli spazi destinati alle monache che furono nell'occasione riconfigurati su progetto dell'architetto Gaetano Baccani. L'anno successivo l'occupazione si estese a comprendere anche la chiesa, ai sensi della legge di esproprio per causa di pubblica utilità. Nel 1866 ne fu dichiarata la proprietà demaniale e, sia per periodo che vide Firenze Capitale (1865-1871) sia per i decenni successivi, fu utilizzato per accogliere magazzini, laboratori e uffici della Direzione dei magazzini dell'amministrazione militare, previ lavori alla struttura diretti dal tenente colonnello Giovanni Castellazzi. Una parte del convento infatti fu demolita per l'apertura di via XXVII Aprile.
Il complesso appare nell'elenco redatto nel 1901 dalla Direzione Generale delle Antichità e Belle Arti, quale edificio monumentale da considerare patrimonio artistico nazionale.

## Descrizione

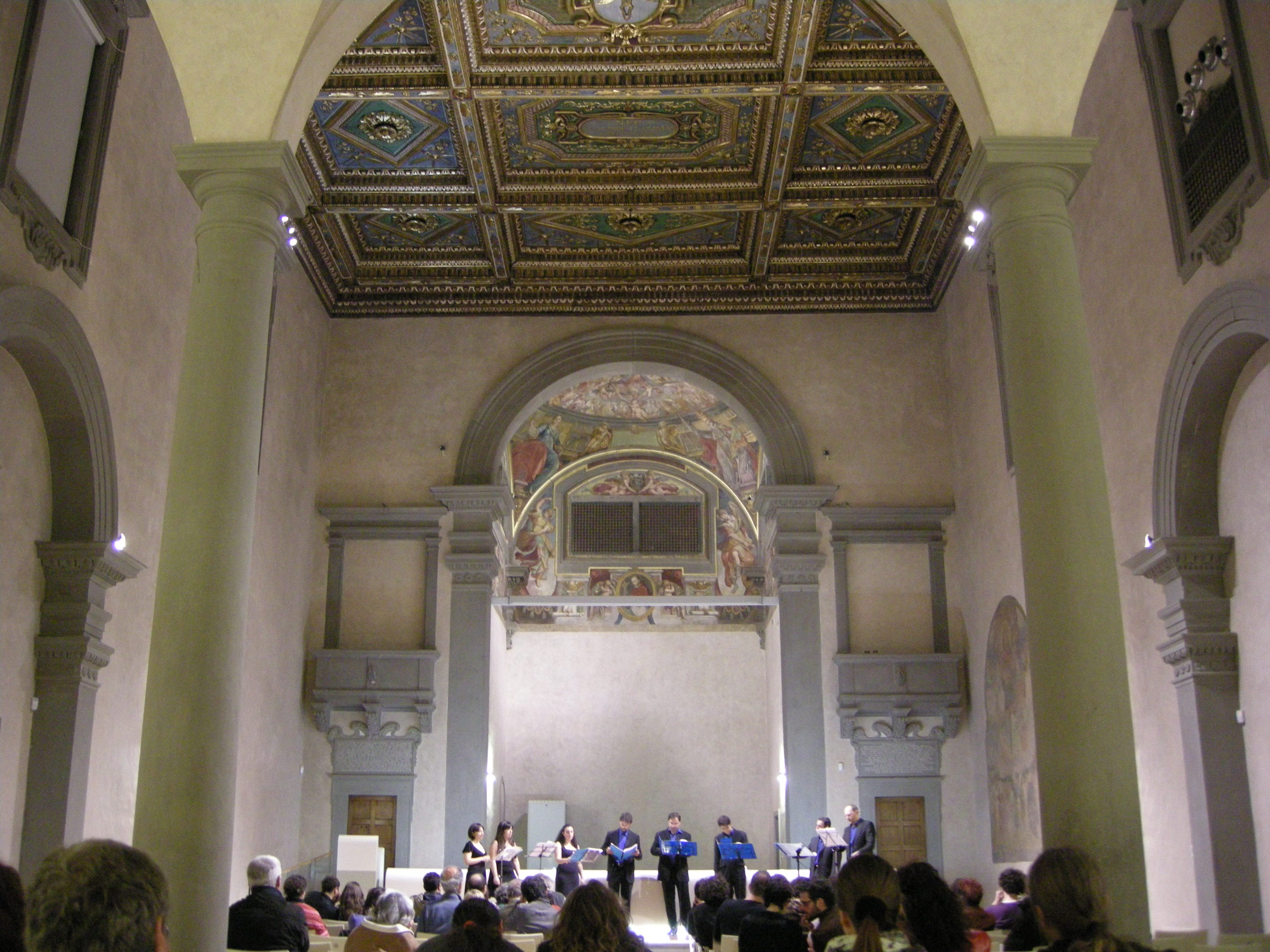
Interno della chiesa

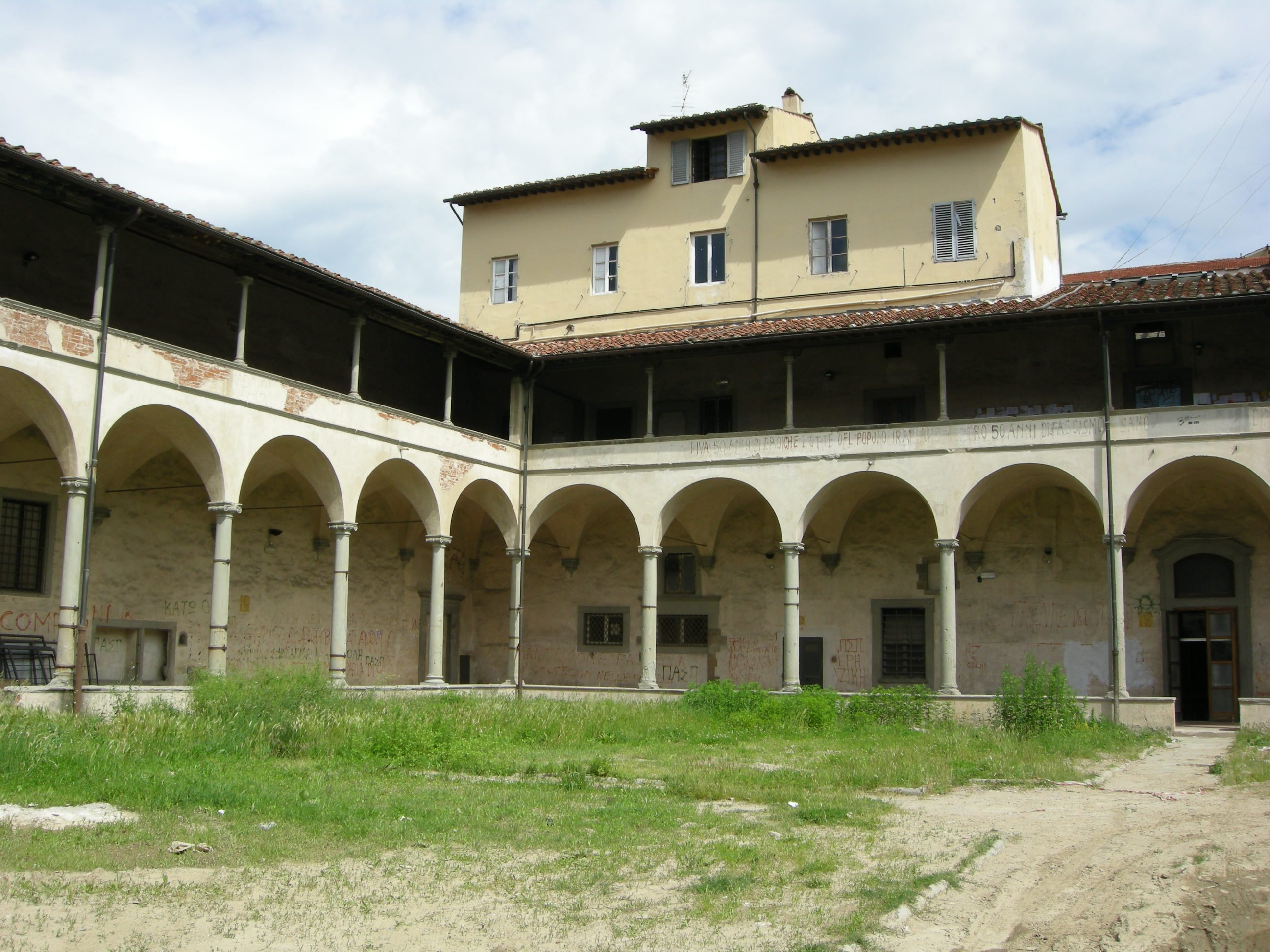
Il chiostro della Badessa

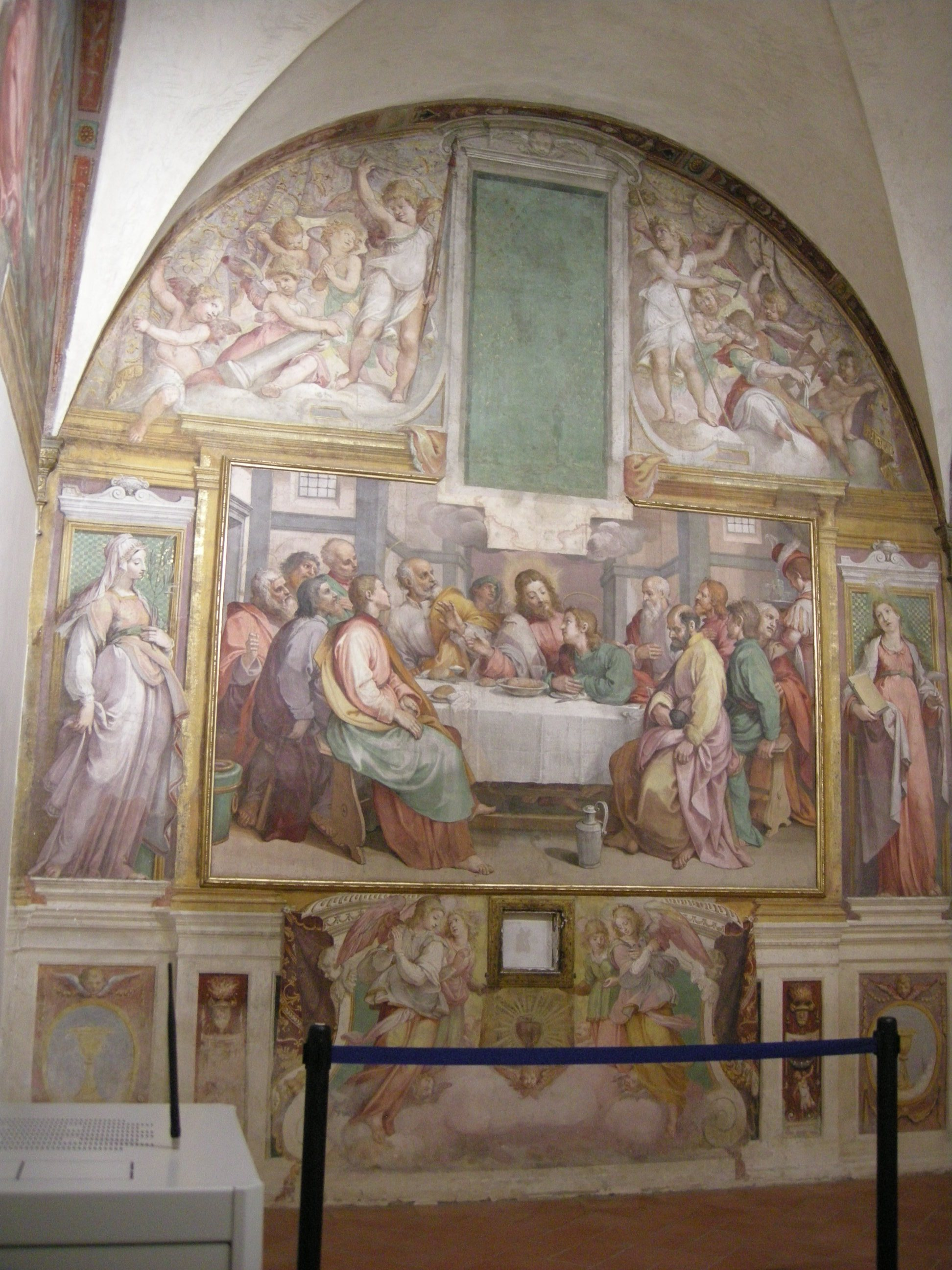
Il comunicatoio con gli affreschi del Poccetti

Oltre alla porzione del Cenacolo, musealizzata nel 1891 e di competenza della Soprintendenza, il grande complesso comprende attualmente vari ambienti ancora in uso da parte del Ministero della Difesa, mentre altri sono stati concessi all'Università degli Studi di Firenze, che a sua volta li ha affittati in parte alla Toscana Film Commission.
In via San Gallo resta l'antico accesso alla chiesa del monastero (oggi sconsacrata e utilizzata come sala per conferenze), tradizionalmente ricondotta a un disegno di Michelangelo, anche perché in questo monastero visse una sua nipote. Sebbene molto studiata, questa ipotesi è oggi tramontata in via per lo più definitiva, attribuendo il disegno a Giovanni Antonio Dosio. Federico Fantozzi segnalava la mostra del portale per essere "stata assai male restaurata", facendo evidentemente riferimento a un intervento condotto sul manufatto da parte dell'architetto Leopoldo Pasqui, visto che in alcune carte d'archivio relative alla sua attività si ricorda "la restaurazione della porta di Michelangelo della chiesa di Santa Apollonia, che era in pieno stato di deperimento".
L'ex-chiesa è ad aula unica, con un colonnato che regge il coro delle monache. Sul soffitto ligneo, intagliato e dorato, campeggia un grande stemma del monastero, con la tenaglia: fu probabilmente disegnato dallo stesso Dosio. Il presbiterio ha un'abside quadrangolare, dove si aprono nella parte superiore altre grate per le monache, e presenta affreschi di Bernardino Poccetti, tra i quali spicca la cupoletta con una visione paradisiaca. Allo stesso artista si deve anche un'Ultima cena (1611) nel comunicatorio delle monache, completata ai lati da due lunette di Fabrizio Boschi (1613).
Il grande chiostro detto della Badessa, iniziato nel 1442, a due piani, con su tre lati un colonnato di ordine ionico e colonnine al piano superiore, dal 2010 in restauro. Qui si trovava una lunetta di Andrea del Castagno con il Cristo in pietà sorretto da due angeli, oggi esposta nel museo del Cenacolo; l'unica lunetta affrescata ancora in loco è opera di Vincenzo Meucci (1735-1737). Un secondo chiostro, detto "del Silenzio", è di dimensioni più piccole, mentre un terzo è detto "del Noviziato".
Dal chiostro della Badessa si accede a un'aula affrescata, forse l'antica sala capitolare, con un ciclo frammentario e su più strati riferito a Bonaccorso di Cino (affreschi più antichi) e a Cenni di Francesco (Annunciazione e altre storie aggiunte a cavallo fra Tre e Quattrocento).